# Juan Costa Casals
Juan Costa i Casals (Masnou (Barcelona) 10 de mayo de 1882 - Utiel (Valencia) 11 de septiembre de 1942) fue un pianista y compositor español. Fue autor de numerosos cuplés, siendo el más conocido de ellos El novio de la muerte con letra de Fidel Prado Duque, pieza que tras ser interpretada por la cantante Lola Montes en Melilla en el año 1921, pasó a convertirse en el himno oficioso de la legión española.